# زینل‌آباد (خمین)
زینل‌آباد یا قلعه‌نو روستایی در دهستان رستاق بخش مرکزی شهرستان خمین استان مرکزی ایران است.

## جمعیت
بر پایه سرشماری عمومی نفوس و مسکن در سال ۱۳۹۵ جمعیت این روستا ۱۶۰ نفر (۴۵خانوار) بوده‌است.